# Буздалин, Семён Григорьевич
Семён Григорьевич Буздалин (1924—1944) — лейтенант Рабоче-крестьянской Красной Армии, участник Великой Отечественной войны, Герой Советского Союза (1943).

## Биография
Семён Буздалин родился 31 января 1924 года в деревне Митрофаново (ныне — Малоярославецкий район Калужской области) в крестьянской семье. В 1936 году он переехал в Москву, где работал его отец, окончил там девять классов школы. В сентябре 1941 года Буздалин вернулся в родную деревню, которая в середине октября была оккупирована немецкими войсками. Буздалин подлежал угону на работы в Германию, однако сумел бежать и скрывался в лесу. Когда в январе 1942 года Митрофаново было освобождено советскими войсками, Буздалин вновь переехал в Москву. В августе 1942 года он был призван на службу в Рабоче-крестьянскую Красную Армию, после чего направлен в Тульское пулемётное училище. С мая 1943 года — на фронтах Великой Отечественной войны. Принимал участие в битве на Курской дуге, Белгородско-Харьковской операции, освобождении Украинской ССР. К сентябрю 1943 года гвардии младший лейтенант Семён Буздалин командовал пулемётным взводом 132-го гвардейского стрелкового полка 42-й гвардейской стрелковой дивизии 5-й гвардейской армии Воронежского фронта. Отличился во время битвы за Днепр.
В ночь с 23 на 24 сентября 1943 года взвод Буздалина одним из первых переправился через Днепр в районе села Гребени Кагарлыкского района Киевской области. Отражая вражеские контратаки, пулемётчики Буздалина закрепились на плацдарме на западном берегу, что обеспечило успешную переправу других полковых подразделений. 30 сентября во время боя на плацдарме Буздалин скрытно подобрался к вражеской огневой точке и гранатами уничтожил станковый пулемётный расчёт. В тот же день он уничтожил 8 вражеских солдат и офицеров в ходе отражения очередной контратаки.
Указом Президиума Верховного Совета СССР от 29 октября 1943 года за «мужество и героизм, проявленные в борьбе с немецко-фашистскими захватчиками» гвардии младший лейтенант Семён Буздалин был удостоен высокого звания Героя Советского Союза с вручением ордена Ленина и медали «Золотая Звезда».
Принимал участие в Киевских наступательной и оборонительной операциях, Житомирско-Бердичевской, Корсунь-Шевченковской, Уманско-Ботошанской, Ясско-Кишинёвской операциях. В 1944 году вступил в ВКП(б). 20 сентября 1944 года в районе румынской деревни Рэучешти рота под командованием лейтенанта Буздалина держала оборону. Во время отражение немецкой атаки Буздалин заменил выбывшего из строя пулемётчика. В этом бою Буздалин погиб. Похоронен в деревни Рэучешти уезда Нямц Румынии.
Был также награждён орденом Красной Звезды и рядом медалей. В музее школы № 4 Малоярославца имеется стенд, рассказывающий о жизни Буздалина.